# Jules Wijdenbosch
Jules Wijdenbosch est un homme d'État surinamais né le 2 mai 1941 à Paramaribo (Guyane néerlandaise) et mort le 30 avril 2025 dans la même ville.

## Biographie
Jules Wijdenbosch est membre du Parti démocratique national qui a eu un pouvoir absolu durant les années 1980.
Il est Premier ministre de 1987 à 1988, vice-président de la République de janvier à septembre 1991 et président de la République du 14 septembre 1996 au 12 août 2000.
L'un des ponts qui franchit le fleuve Suriname porte son nom.
Il meurt le 30 avril 2025 à Paramaribo à l'âge de 83 ans. Des funérailles nationales sont organisées.